# Nathan Tyson
Nathan Tyson (* 4. Mai 1982 in Reading) ist ein englischer Fußballspieler.

## Sportlicher Werdegang

### FC Reading
Nathan Tyson durchlief die Jugendmannschaften seines Heimatvereins FC Reading und startete dort auch seine professionelle Fußballerkarriere. Da er in Reading jedoch zumeist nur eingewechselt wurde und sich in diesen Kurzeinsätzen nicht profilieren konnte, wurde er von seinem Verein mehrmals an unterklassige Mannschaften verliehen.

### Wycombe Wanderers
Erst nach dem vierten Ausleihgeschäft verließ Tyson den FC Reading und schloss sich den Wycombe Wanderers an, für die er seit Dezember 2003 in 10 Ligaspielen zwei Tore erzielt hatte. Im April 2004 unterschrieb er in Wycombe einen Zweijahresvertrag. In der Saison 2004/05 gelang Tyson dann endgültig der Durchbruch im Profibereich. Er avancierte bei seinem neuen Verein zum besten Torschützen, indem er in 42 Spielen 22 Tore in der Football League Two erzielte. Der Saisonstart 2005/06 gelang ihm erneut ausgezeichnet und nach 15 Spielen konnte er bereits elf Tore verzeichnen. Diese Trefferquote bescherte ihm die Führung in der ligainternen Torjägerliste und machte ihn auch für höherklassige Teams interessant.

### Nottingham Forest
Im November 2005 wechselte er deshalb auf Leihbasis zu Nottingham Forest, die gerade in die Football League One abgestiegen waren. Bis Januar 2006 hatte er auch die Vereinsführung von Forest von sich überzeugen können und wechselte für 675.000 £ nach Nottingham. Insgesamt kam er in dieser Saison in der dritthöchsten englischen Spielklasse auf 28 Spiele und erzielte in diesen zehn Tore. Nach einer Verletzung kam er bis zum Ende der Saison 2006/07 nur auf sieben Tore in 22 Spielen. Auch für Nottingham verlief die Saison unglücklich. Durch Platz vier gelang zwar der Einzug in die Play-off-Runde, doch dort scheiterte die Mannschaft bereits im Halbfinale an Yeovil Town.
2007/08 verlief für den Verein dafür umso positiver. Forest erreichte am Saisonende Platz 2 und zog damit direkt in die Football League Championship ein. Tyson konnte in 34 Ligaspielen 9 Treffer beisteuern. In der Saison 2008/09, in der Nottingham den Klassenerhalt erst am vorletzten Spieltag sicherte, erzielte Tyson in 35 Ligaspielen lediglich 5 Tore und blieb damit hinter den Erwartungen zurück. Während der Saison unterschrieb er im Januar 2009 einen neuen 2-Jahres-Vertrag. Unter Trainer Billy Davies kam er in der Football League Championship 2009/10 auf 35 Ligaspiele und erzielte zwei Tore. Er wurde dabei häufig eingewechselt und verpasste mit seiner Mannschaft als Tabellendritter den Aufstieg in der ersten Play-off-Runde gegen den späteren Aufsteiger FC Blackpool nur knapp.

### Derby County
Nach einem weiteren knapp verfehlten Aufstieg in der Saison 2010/11 wechselte Nathan Tyson ablösefrei zum East-Midlands-Rivalen Derby County und erhielt dort einen Dreijahresvertrag.

### Englische Nationalmannschaft
Im Jahr 2003 kam Tyson zu seinem einzigen Einsatz in der englischen U-20-Nationalmannschaft.